# Interruptor de nivel
Un interruptor de nivel es un dispositivo que, instalado sobre un tanque u otro recipiente en que hay almacenamiento de sólidos o líquidos, permite discriminar si la altura o nivel que el material o elemento almacenado alcanza o excede un nivel predeterminado. Al producirse dicha condición, este dispositivo cambia de estado y genera una acción que evita que el nivel siga subiendo.
El ejemplo más sencillo de interruptor de nivel es el flotador de un retrete, que interrumpe el flujo de agua al alcanzar el tanque un nivel determinado.
Los interruptores de nivel, también conocidos como "sensor de nivel" o "flotador de nivel" trabajan con un contacto Reed switch y un flotador magnético. Con el movimiento de este flotador,  se abre o se cierra el contacto.

## Interruptor de nivel para líquidos

Interruptor flotante de bomba de achique
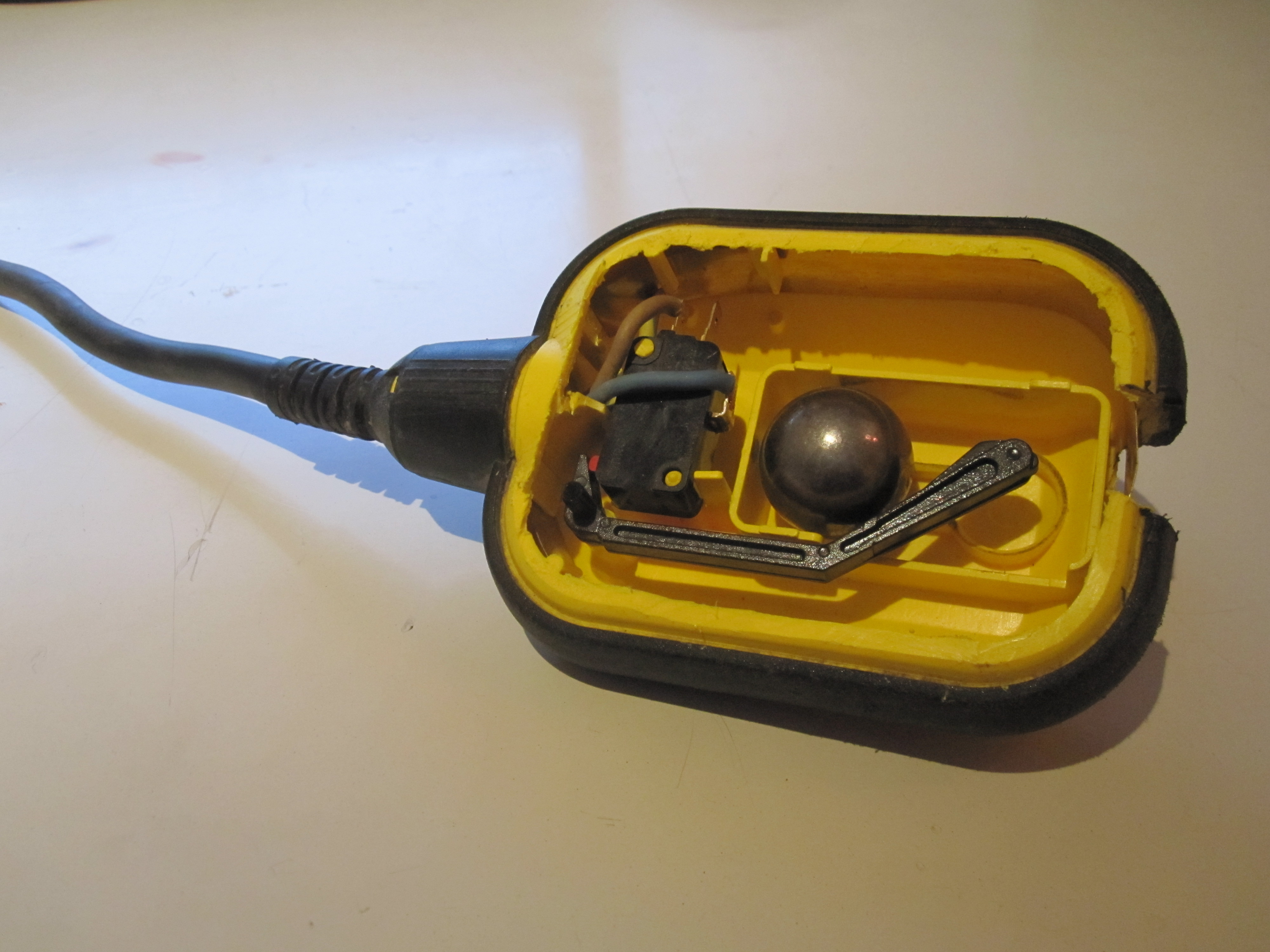
Interruptor flotante sin activar micro-switch
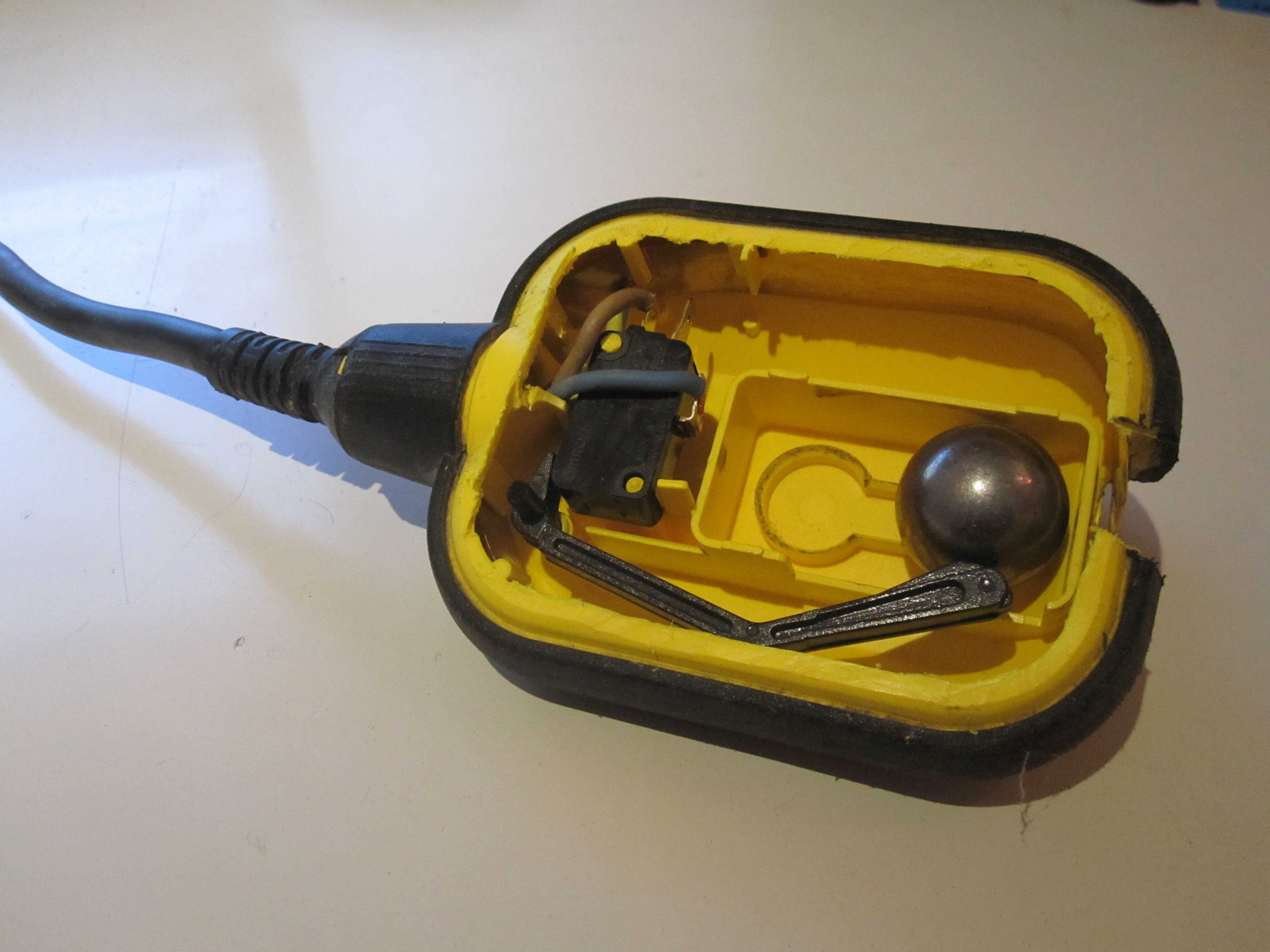
Interruptor flotante activando micro-switch

Los interruptores detectan el nivel del líquido de depósitos en el punto donde son instalados, devolviendo un contacto ON/OFF en la salida.
Fijados en un punto del depósito, los interruptores de nivel para líquidos, no son influenciados por ondas y vibraciones, y aseguran una mejor fiabilidad y repetibilidad en comparación con otros tipos de detectores de nivel más antiguos, como las boyas de nivel.
Estos son considerados sensores de baja potencia, ya que no se utilizan directamente para el accionamiento de bombas  que tienen potencia y corrientes elevadas.
Los interruptores de nivel trabajan a una potencia aproximada de 20W, lo que produce corriente necesaria para activar una lámpara o señales acústicas, en sistemas de control digital (Arduino, microcontroladores, convertidores de frecuencia) o para accionar relés, PLC y contactores en la activación/desactivación de bombas de agua, por ejemplo.